# Валфорначе
Валфорна̀че (на италиански: Valfornace) е община в Централна Италия, провинция Мачерата, регион Марке. Административен център на общината е село Пиевебовиляна (Pievebovigliana), което е разположено на 439 m надморска височина. Населението на общината е 1014 души (към 2018 г.).
Общината е създадена в 1 януари 2017 г. Тя се състои от предшествуващите общини Пиевебовиляна и Фиордимонте.